# Az ókori Mezopotámia vallása
A történészek Mezopotámia vallása név alatt összefoglalóan jelölik az Eufrátesz és a Tigris folyók közötti régióban keletkezett különböző ókori vallásokat.
Nagyjából Kr. e. 3200-tól a sumerek telepedtek le a régió déli részén, Kr. e. 3000 körül dél felől sémi törzsek nyomultak be, Kr. e. 2000-től Kánaán felől érkeztek új jövevények, az amurruk, a Kr. e. 18. századtól a kassúk, Kr. e. 1400-tól pedig az arámiak települtek be. Más népek, pl. az elámiak, hettiták és hurriták is befolyást gyakoroltak olykor-olykor a régióra.
Az őshonos vallások közé a sumer, az akkád, az asszír és babilóniai vallás tartozik, az ókori Mezopotámia vallása alatt is elsősorban ezeket értjük, időben a Kr. e. 4. évezred és Kr. u. 400 között, mielőtt népei tömegesen felvették az államvallássá váló kereszténységet.

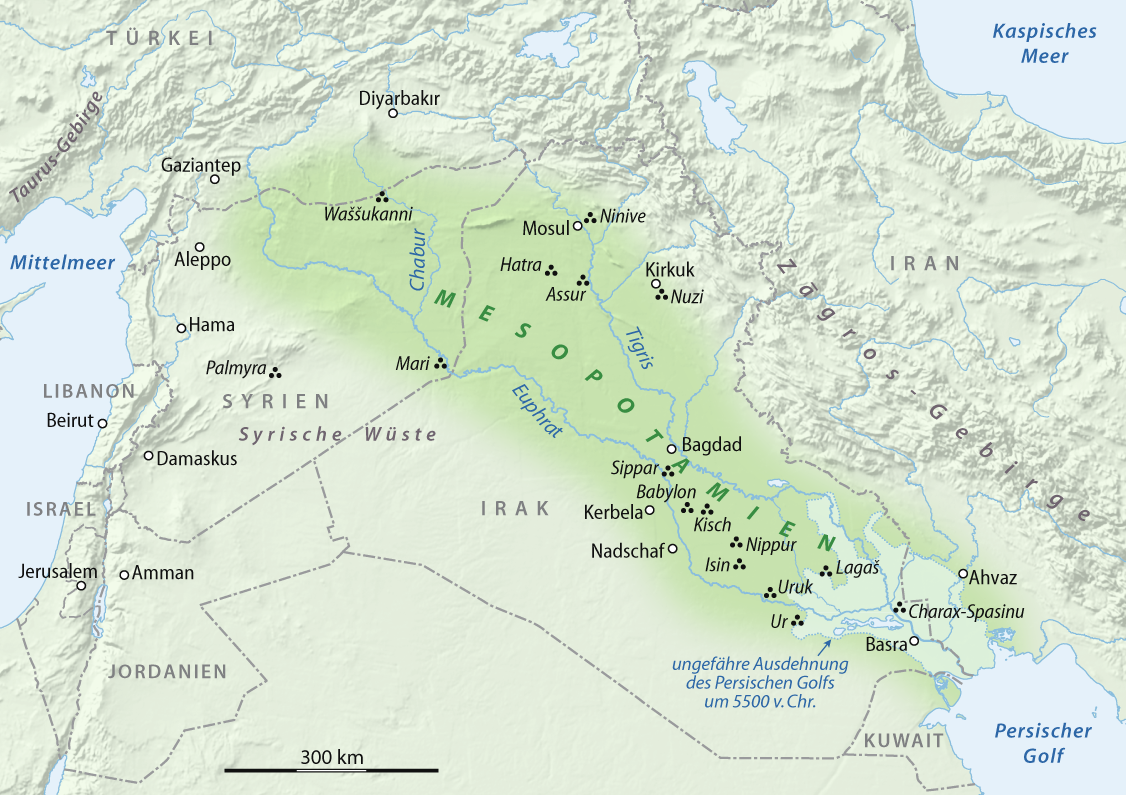
Mezopotámia a mai országhatárokkal

## Sumer kor

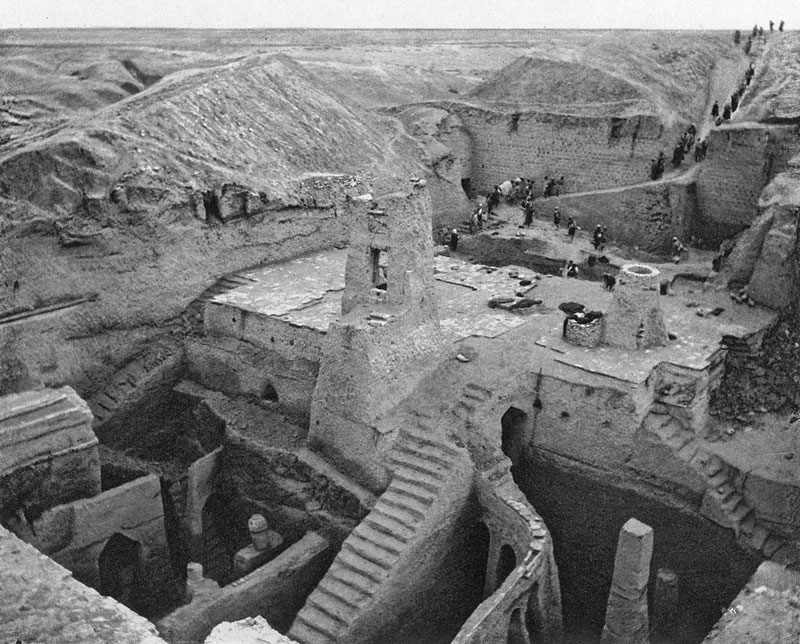
Egy Nippur-i templom romjai (1893-as fénykép)

A sumer nép és kultúra eredetét nem ismerjük. Feltételezések szerint északi területekről vándoroltak be és telepedtek meg Alsó-Mezopotámiában. A sumer nyelv nem tartozik egyetlen ismert nyelvcsaládhoz sem. A városállamaik (Eridu, Ur, Uruk, Lagas, Nippur stb.) egymástól függetlenek voltak és állandó harcban álltak egymással.

### A kezdetek
A napjainkig felfedezett ősi szövegek töredékesek és rendkívül nehezen értelmezhetők, és a kutatók semmilyen összefüggő kozmogonikus szöveget nem találtak, csak néhány utalásból következtethetünk arra, hogy tanították a sumerek a teremtés döntő pillanatait. Ezen utalások a Nammu-nak  nevezett istennőt ősanyaként mutatják be, "aki az összes istent szülte". Az egyszerre kozmikus és isteni teljességként elképzelt Ősvizeket az Ősanyával azonosítják, aki szűznemzés révén létrehozta az Eget (An) és a Földet (Ki), az első férfi és női elv megtestesítőit. Egyesülésükből született Enlil, a légkör megszemélyesítője.
Az Ég és Föld szétválásának kozmogonikus témája is eléggé elterjedt. Gyakorlatilag megtaláljuk a legkülönbözőbb kulturális szinteken. Lehetséges, hogy a Közép-Keleten és a Földközi-tenger vidékén feljegyzett változatok végső soron a sumer hagyományból erednek. (lásd még: bibliai teremtéstörténet)
A sumerek szerint az első emberek valamiképp osztoztak az isteni lényegben: Enki életadó lehelete vagy a Lagma (isten) vére által. Ez azt jelenti, hogy nem volt áthidalhatatlan szakadék az isteni létmód és az emberi körülmények között.
A sumer irodalomban is megemlítenek a Bibliához hasonlóan egy édenkertszerű paradicsomot. Ez a Dilmunnak nevezett föld ártatlan, tiszta és napsütötte; egy olyan hely, ahol a mezőket friss víz táplálja, ahol nincsenek ragadozó állatok, ahol a betegség és az öregedés ismeretlen, egy olyan föld, amelyet az istenek vagy szent és halhatatlan emberek laknak. Akárcsak a bibliai Édenkert, Dilmun is keletre fekszik, a felkelő nap irányában. Egyes mai kutatók szerint Dilmun – és talán maga az éden is – ma már a Perzsa-öböl mélyén nyugszik, annak a radikális vízszint-emelkedésnek a következményeként, amely itt következett be.

### Özönvíz
Az írott történelemben a sumer hagyományban merül fel először az özönvíz leírása. Az ún. Gilgames-eposz keletkezését a kutatók Kr. e. 2100 körülire datálják és a sumerek királylistáján szereplő Gilgames (Kr. e. 27. század) köré fonódik a történet, még ha egyébként akkád nyelven is íródott a mű. Ut-napistim (Úm-napisti) tűnik fel az elbeszélésben, mint a vízözön túlélője, aki elmeséli Gilgamesnek a régi történetet.

### Az istenek és démonok
A sumerek irodalmuk kialakulása idején alighanem már kialakult vallási elképzelésekkel rendelkeztek az embereknek s a náluk sokkalta hatalmasabb természetfeletti lényeknek egymáshoz való viszonyáról. Világukat megszámlálhatatlanul sok természetfeletti erő, démon töltötte be, akik állatokban, fákban, növényekben, tárgyakban, csillagokban s a tengerben, fenn az égben vagy magában az emberben lakoztak.
A Kr. e. 4–3. évezredre visszatekintő sumer varázsszövegekből kitűnik, hogy a betegségeket és minden rosszat és kellemetlent a démonoktól származtattak, és különféle varázsigék vagy szertartások alkalmazásával próbálták rontó hatásukat megszüntetni.
A vallás istenei hatalmasak és félelmetesek és igen sokan vannak. A sumer templomok papjai már korán katalogizálták az isteneket, gondosan feltüntetve nevükön kívül hatáskörüket, tulajdonságaikat, templomaikat és szent számaikat is. A legrégebbi, mintegy 4500 évvel ezelőtt készült istenkatalógus csaknem ötszáz nevet sorol fel, de egy későbbi, akkád nyelvű felsorolás (Kr. e. 1500 körül) már kétezernél is több nevet tartalmaz. Ezeknek egy része a „felvilági” (Igigi), másik része az „alvilági” (Anunnaki) istenek sorába tartozik. 
Részletes jegyzékkel rendelkezünk mindenféle istenekről, akikről gyakran semmi mást, csak a nevüket tudjuk.
Eredetileg minden sumer településnek egyetlen olyan istene volt, akit a város lakói egészen a sajátjuknak tartottak, akinek temploma a város szellemi életének központja volt, papsága a város irányítója, főpapja pedig, mint az isten helytartója (enszil), aki egyben a város királya is volt.
A kozmikus istenháromság már a sumer időszakban kialakult, amely isteneknek az akkádok később új neveket adtak, így a mai szakirodalomban kettős megnevezésekkel találkozhatunk. Az Ég istene, istenháromság vezető tagja: An → Anu. A Levegő és Föld istene: Enlil → Bélu/Ellil. A vizek istene és a "me-erők" tulajdonosaként a világ sorsának kormányzója: Enki → Éa.
Az első sumer szövegek a papok osztályozó és rendszerező tevékenységét tükrözik. Az első a Nagy Istenek háromsága, amelyet a bolygóistenek háromsága követ. 
A bolygóistenek triászába Szín (A Hold), Utu (a Nap = akkád Samas) és Inanna (az Esthajnalcsillag = Vénusz) istennője tartozott. 
A Nap és Hold istenei a későbbi korokban kerülnek a fő helyre. Inanna, az akkád-babiloni Istár és a későbbi Astarté megfelelője olyan kultikus és mitologikus "időszerűséget" élvez, amit a Közép-Kelet egyetlen más istennője sem fog megközelíteni.
Mivel az istenek felelősek a kozmikus rendért, az embereknek követniük kell az utasításaikat, mert azokra a normákra, "parancsokra" (me) utalnak, amelyek éppúgy biztosítják a világ, mint az emberi társadalom működését.

### Túlvilág
Subat sumer királynő (ur.: Kr. e. 2600 körül) sírboltjában Leonard Woolley angol régész két sorban feküdve találta lemészárolva az udvarhölgyeket. Továbbá ott feküdt egy  muzsikus, a hárfás; karcsontjai még a kicifrázott hangszer felett feküdtek, amit valószínűleg átölelve tartott, míg csak a halálos döfés találta. Aztán a ravatalon is, amin a királynő nyugodott, két csontváz volt összegörnyedve, mintha csak egy ütéssel terítették volna le őket.
Az uralkodónak a legnagyobb áldozatot hozták, emberi életeket. A hullák fekvéséből és a leletek összes körülményeiből arra lehetett következtetni, hogy ezek az udvari hölgyek, testőrök és szolgák nem szabad akaratból követték úrnőjüket a halálba, hanem áldozattá váltak. A túlvilágon is szüksége volt az uralkodónak szolgálókra, használati tárgyakra, különféle eszközökre, ékszerekre is.
A sumerek nézeteiben a túlvilág nem sokban különbözött az itteni élettől: a holtak birodalma úgy épült fel, mint egy nagy város, melynek közepén helyezkedett el az uralkodó palotája. Miután a halott megérkezett a túlvilágra, ott Anunnakik, az Ég istene gyűlése elé vezették, ahol mindenkit elbíráltak. Mai ismereteink alapján vallásukban jelentek meg az első utalások a mennyek birodalmára és a pokolra.
A holtak a legkülönbözőbb okok miatt folytonos kapcsolatban voltak az élőkkel. Világnézetük szerint a halottaknak szükségük volt az élőkre: ha azok nem teljesítették szükségleteiket, akkor visszatértek. Az élőknek garantálniuk kellett a halottnak egy bizonyos jólétet a túlvilágon, már csak azért is, hogy ne zaklassák őket. A sumerek gyakran ördögűző praktikákat végeztek, hogy megvédjék magukat a holtak megjelenésétől.

### Erkölcs
A sumerek – miként az a saját feljegyzéseikből kiderül – nagy becsben tartották a jóságot, az igazmondást, az igazságot és az igazságos bánásmódot, az egyenes viselkedést, a könyörületet és az együttérzést. Az uralkodók folyton azzal büszkélkedtek, hogy törvényt és rendet teremtettek az országban, hogy megvédték a gyengét az erőstől, a szegényt a gazdagtól, és elűzték a gonoszságot és az erőszakot. A sumer bölcsek szerint az istenek az etikát és az erkölcsöt nézték jó szemmel, nem az etikátlan vagy az erkölcstelen viselkedést. A sumer panteon minden fontosabb istenét a jók és az igazak, valamint az egyenesség és a becsületesség védelmezőiként magasztalják.

### A városállamok
Hagyományuk szerint az ember megteremtése után az egyik isten megalapította az várost; "tiszta helyekre építette őket, nevet adott nekik és a kultuszok központjává jelölte ki őket. Későbbi nézetük szerint az istenek beérik azzal, hogy a városok és szentélyek terveit közvetlenül az uralkodóval közlik. A templomok és a városok modelljei tehát, azt mondhatnánk, transzcendentálisak, mert az Égben már megvannak. A városok képei megvoltak a csillagképekben: Szipparé a Rákban, Assuré az Ökörhajcsárban, Ninivéé (amely már lakott volt Kr. e. 3000 előtt) a Göncölszekérben stb.
A királyság intézménye ugyancsak "az Égből szállt le". Az intézmények előzetes égi meglétének hiedelme erősen befolyásolta az archaikus ontológiát, amely leghíresebb kifejeződését később Platón ideatanában nyerte el. Legelőször sumer dokumentumok tanúsítják e felfogást, ám kezdetei láthatóan még korábbra nyúlnak.

### Zikkuratok
Már a sumerek számtalan zikkuratot (más néven templomtornyot vagy toronytemplomot) hagytak maguk után, amelyet sumerul unir-nak neveztek. Eddig több mint 30 zikkurat romja került elő, melyek közül a legkorábbi Eriduban található, és építése a Kr. e. 3. évezred végére tehető.

### A templom
A mezopotámiai templom eddig előkerült legrégebbi példája a déli Eridu városának temploma. Egészen a Kr. e. 5. évezredig nyúlik vissza, de akkor még csak egyetlen helységből állt. Közepén áldozati asztal állt, az előtte levő falban pedig egy fülke volt talapzattal, amely valaha talán oltárként szolgálhatott, de az is lehet, hogy istenszobor állt rajta. Az eridui templom későbbi fázisa arról árulkodik, hogy a Kr. e. 4. évezredben a templomépítészet átalakult. Az építmény mérete megnőtt, belső tere pedig elnyerte azt az alaprajzot, amelyet más lelőhelyek templomai is átvettek: központi teremből állt, amelyet – akárcsak egy templomi főhajót – mindkét oldalról helyiségek szegélyeztek. A szentélyt magát pedig emelvényre építették, amit lépcső-feljárókon lehetett megközelíteni. Ez az emelvény egyes esetekben igen magas volt, akár 12 méter vagy annál is több. Egyes kutatók ebben az építészeti átalakulásban magának a vallásnak az átalakulását vélik felfedezni: az eredetileg bensőségesebb és személyesebb kultuszból hierarchikusabb vallássá.
A korai templomok életét úgy kell elképzelni, mint egy szabadon áramló dolgot, minden oldalán szabad be- és kijárással, ami szöges ellentétben áll a későbbi zárt akkád-babiloni templomkörzetekkel, amelyek kevés kivétellel az erődökhöz hasonlóan egyetlen be- és kijárati ponttal épültek.

## A későbbi korok

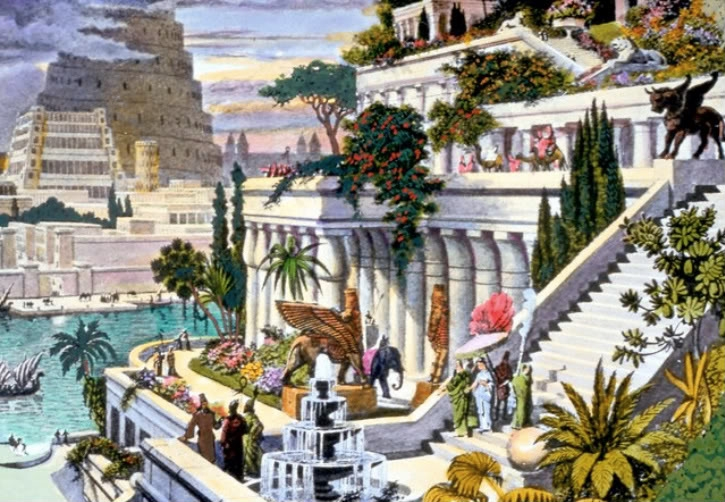
Babilon függőkertjeinek ábrázolása

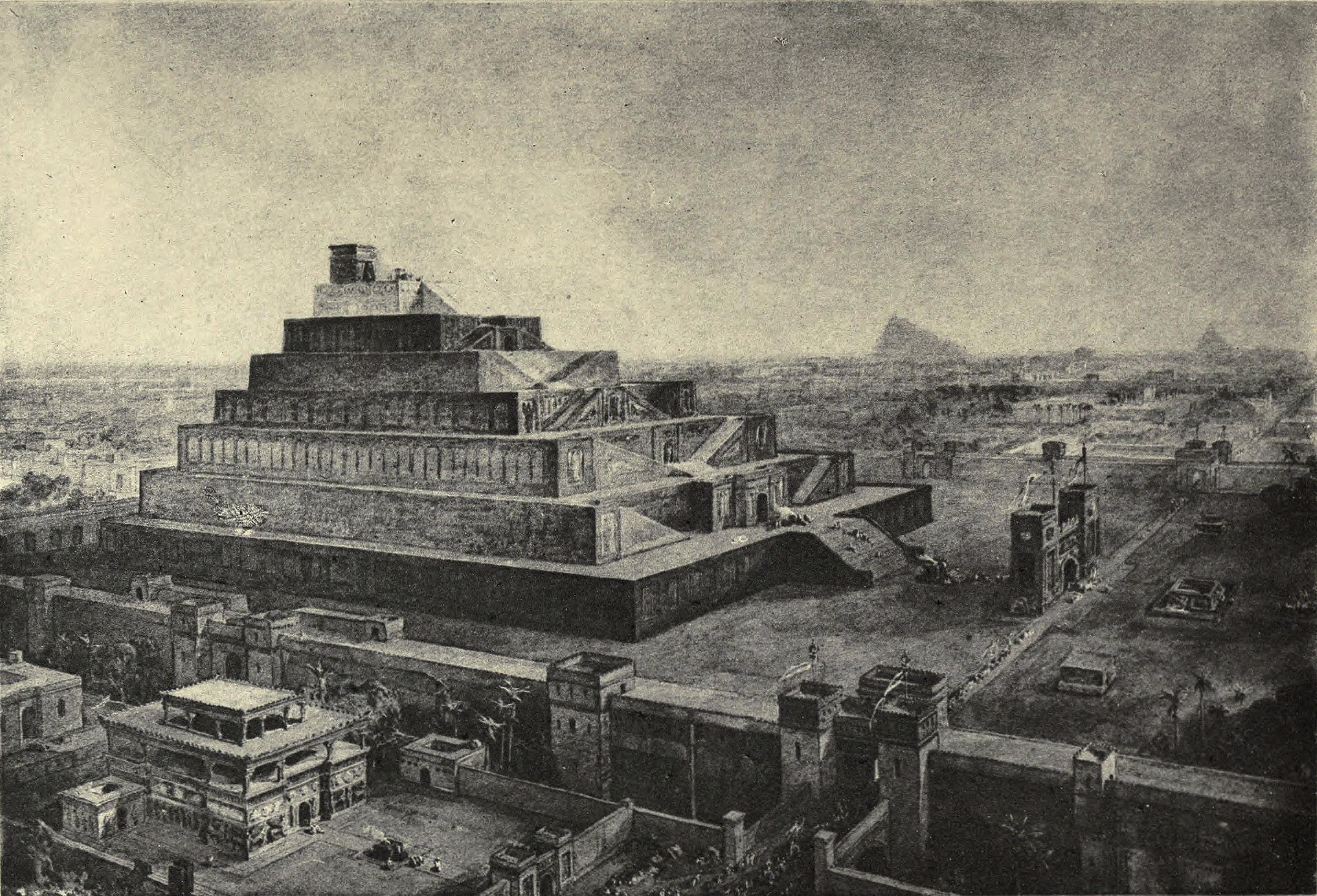
Babilon egy illusztráción

Mezopotámiában az első egységes államot a Kr. e. 24. század táján a sémi eredetű akkádok hozták létre, akik a sumeroktól északra telepedtek le. Ekkor egy legendássá vált király, Sarrukín vezetése alatt az akkádok uralmuk alá hajtották a sumereket. Mindeközben, még a győzelem előtt kifejlődött egy sumer-akkád szimbiózis, amely a két terület egyesítése után erősen kiterjedt. A 20. század közepén a tudósok még egyetlen kultúráról beszéltek, a babilóniról, amely e két etnikai csoport egyesüléséből származott. Ma már egyetértenek abban, hogy a sumer és az akkád tényezőket külön kell tanulmányozni, mivel annak ellenére, hogy a hódítók elsajátították a legyőzöttek kultúráját, a két nép alkotó szelleme különbözött egymástól.

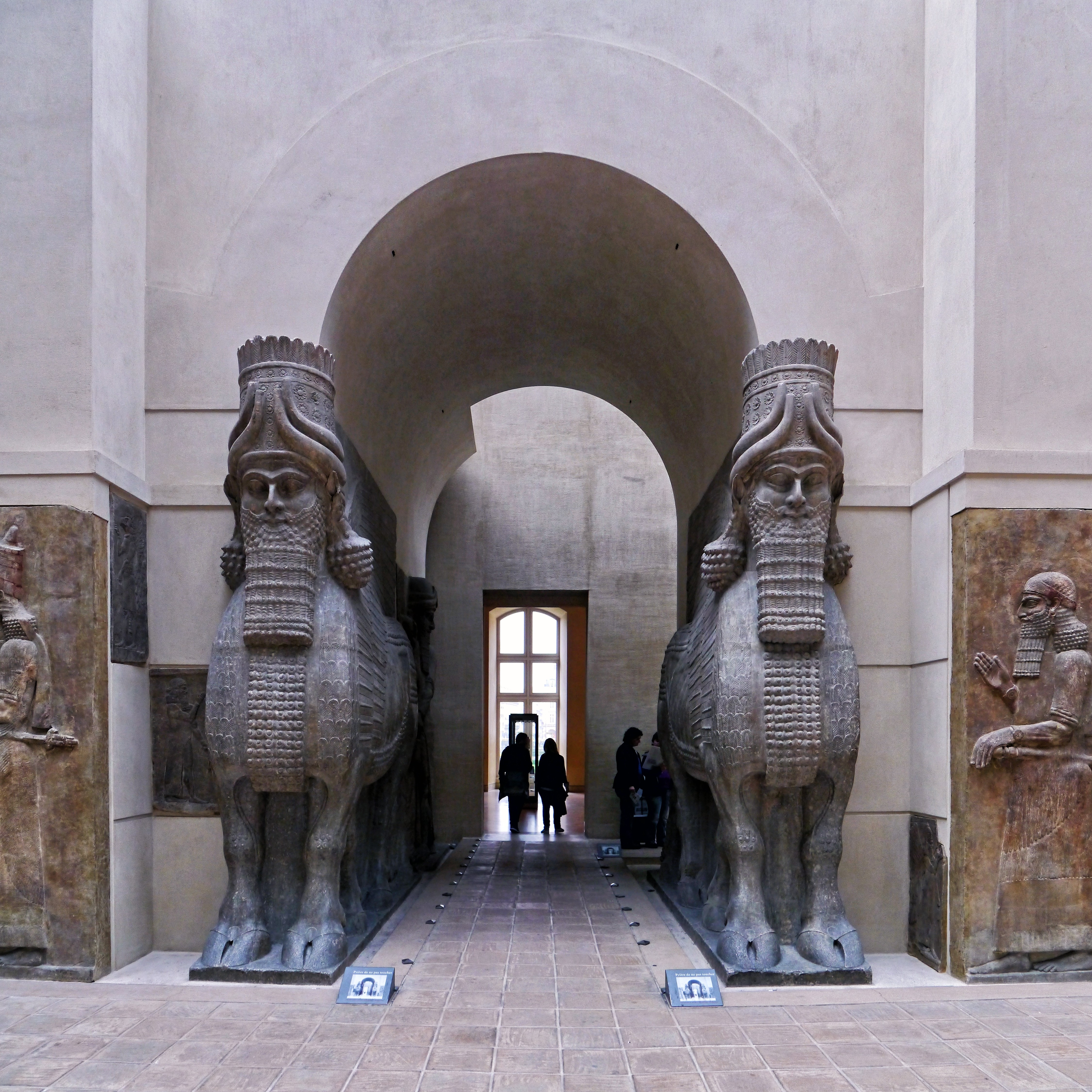
Lamasszu és Sédu, mint a templomok és paloták kapuőre. (Louvre Múzeum, Párizs)

Urukból való az első írott agyagtábla (templomi számadás). Agyagtábla-archívum van többek között Nippurban (Kr. e. 1800 körül), Máriban (Kr. e. 1700 körül), Assurban (Kr. e. 1100 körül) és Ninivében (Kr. e. 650 körül). 
A mári szövegek a sumer, babilóni és kánaánita vallástörténet fontos tanúságait tartalmazzák, egyebek közt a szentélyekben fellépő próféták szerepéről is szólnak.
A sumerek által tisztelt kozmikus, asztrális isteneket, a termékenység istenségeit átvették, asszimilálták az akkádok, a babilóniaiak és az asszírok. Így lesz például Vénusz csillagistennőből, a sumer Inannából az akkádoknál Istár.

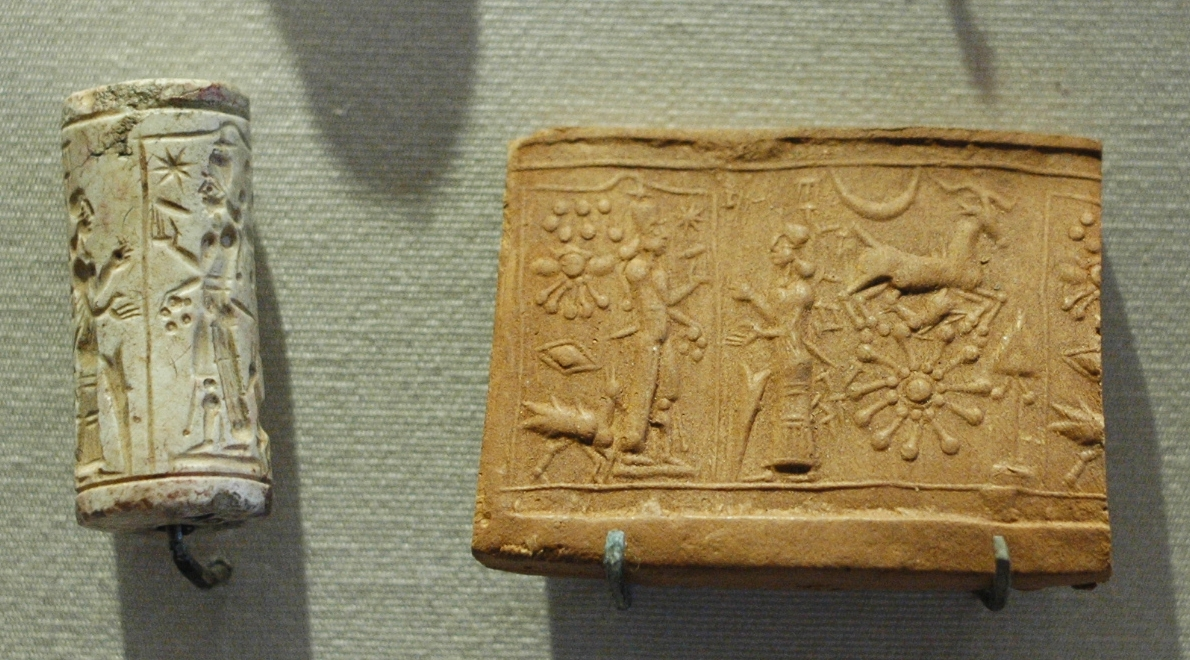
Egy hengerpecsét jelenetén Samas napistent imádják

A babilóniaiak hatalomátvételével, a Kr. e. 18. századtól kezdődően a mezopotámiai vallásosság újra némi változáson ment át. A régi istenek megmaradtak, bár nevük megváltozott, és új istenek is feltűntek. A nagy istenek – Anu, Enlil, Éa – fokozatosan elvesztették fensőbbségüket a kultuszban. Az istenvilág élére mint babiloni főisten, Marduk került, továbbá a hívek Istárhoz és főként Samashoz fordultak.
Marduk a Tiamat és Abzu nevű ősvizek megtestesítőinek szülötte volt. Kezdetben csak ők léteztek az általunk ismert világon. Miután a hálátlan és lázadó Marduk megölte apját, Tiamatot, testének egyik feléből az Eget, másik feléből a Földet alkotta meg. Az ellene támadó isteneket legyőzte és ezek valamelyikének véréből megformálta az embert. Ez leegyszerűsítve a mezopotámiai teremtéstörténet, amelyről az Enúma elis mesél. Szól többek közt az istenek generációiról, valamint azok legfontosabb tevékenységét ismerteti a világ kezdeti szakaszában. E kozmogóniai költemény a Gilgames-eposszal együtt az akkád vallás legfontosabb alkotása.
Babilonban az Enúma elist a templomban recitálták minden évben, az Újév ünnepének negyedik napján. Sumerul zagmuknak, akkádul akítunak nevezték ezt az ünnepet. Az akítu egy meglehetősen elterjedt mítikus-rituális cselekménysor mezopotámiai változatát mutatja, nevezetesen a világteremtés megismétlésének tekintett Újév ünnepét. Több részből állt, melyek közül a legfontosabbak:
- a király vezeklése, Marduk "fogságának" megfelelően
- Marduk kiszabadulása
- rituális harcok és győzelmi felvonulás a király vezetésével az Újév ünnepének házába (Bít Akítu), ahol lakomára került sor
- a király hierosz gamosza (wd) (szexuális rituálé) egy, az istennőt megszemélyesítő templomi rabnővel
- az istenek meghatározzák a sorsokat

Az uralkodó szentségét sokféleképp kinyilvánították. Az országok urának (a világ urának) vagy a Világegyetem négy tája urának nevezték, ezek a címek pedig eredetileg az isteneknek voltak fenntartva. Azt is mondhatnánk. hogy a király osztozott az isteni létmódban, ám anélkül, hogy istenné vált volna. Ámde nem lett isten,
a hívek nem imádkoztak hozzá; az isteneikhez imádkoztak, hogy áldják meg a királyukat. Mert az uralkodónak – az isteni világgal való bensőséges viszony ellenére – nem sikerült átlépnie az emberi létezést. Egyszóval: halandó maradt.
Miután Marduk lett egész Babilónia főistene, a babiloni papság átszervezte az egész panteont, teológiailag is megalapozta és az ősi időkre vezette vissza Marduk – tulajdonképpen – Babilon hatalmát. Hasonló pályát futott be Assur isten is, aki a kezdetben jelentéktelen Assur városának helyi istenéből a hatalmas Asszír Birodalom fő istenévé, sőt az egész világ mennyei uralkodójává lépett elő.
A babiloni-asszír istenek egyébként teljesen antropomorf jellegűek voltak, vagyis emberi formájuk volt, és emberi jellemtulajdonságokkal bírtak. Éppúgy ettek, ittak és dorbézoltak, ahogyan a későbbi görögök istenei. Idővel a "hivatalos" vallási szertartások mellett egyre nagyobb szerepet vívott ki magának a népi vallásosság, ami összefüggésbe hozható a démonokban való erős hittel. Ez maga után vonta az asztrológia "fejlődését", illetve a jóslások különféle formáit (pl. béljóslás).

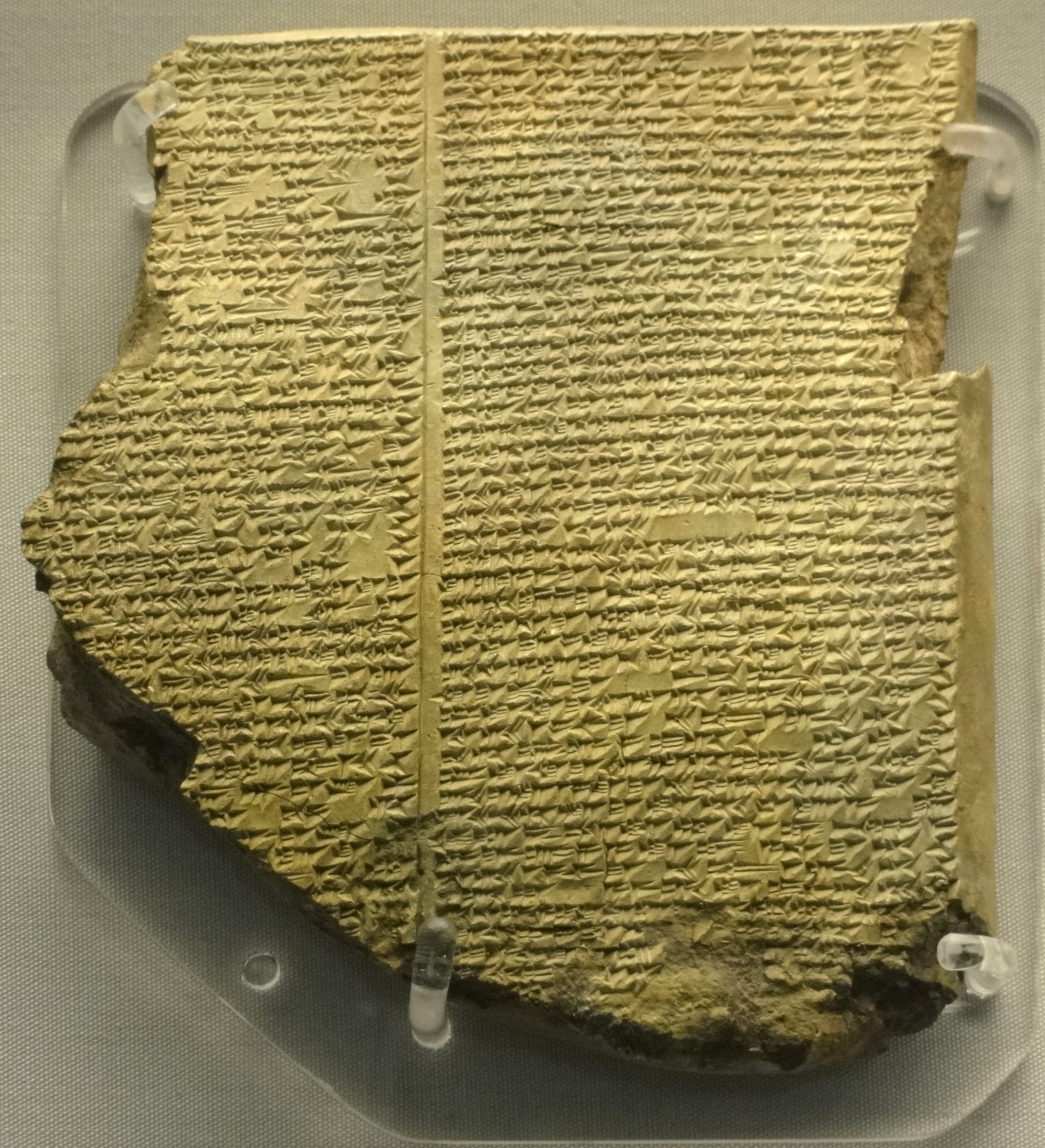
Assur-bán-apli ninivei könyvtárának egy táblája. Jelenleg a londoni British Museumban van.

Az asszírok és Mezopotámia vallására vonatkozó ismereteink egyik fő forrása Assur-bán-apli Kr. e. 7. századból származó, de jóval korábbi hagyományokat őrző, híres ninivei agyagtábla-könyvtára , amely az ásatások során az utókor birtokába került. 
Assur-bán-apli, aki létrehozta a könyvtárat, a következőket jelentette ki: „Örömömet leltem abban, hogy özönvíz előtti időkből való kőfeliratokat olvastam”
Különféle varázslási szövegek, himnuszok, bűnbánati zsoltárok, mítoszok és legendák túlnyomórészt e könyvtár részére készült másolatban származtak el hozzánk. E szövegek a vallási elképzeléseket is tükrözik. Nagy szerepet játszottak a régió vallásában a kerubok, a királyi paloták és a templomok bejáratainak szárnyakkal rendelkező oroszlán-őrzői, az eget és a földet benépesítő jó és rossz szellemek, a démonok a nyitott torkú sárkánnyal és a rettenetes kígyóval együtt.

### A papok
A társadalom vallását a papok irányították, és leggyakrabban a máguspapok, a jósok, ráolvasók és démonűzők találkoztak az emberekkel.
A papság élén a papkirályok állnak, kik Anutól, majd Színtől kapják az uralom jelvényeit. A királyok isteni eredetűek, legendáik mesélik
istenektől való leszármazásukat. A királyi és a papi főhatalom később szétválik. A király eszménye a «pásztor» ; a királyok népük pásztorának érzik magukat és úgyis viselik magukat. Bár minden ember az istenek szolgálatára van rendelve, a kultusz, varázslás, jóslás – mégis külön papságnak van fenntartva. A papság közvetítő a nép és az istenek közt, A papság maga is osztályokra tagozódik; a legelőkelőbb a szanga, aztán az en (eúr») ; vannak ummánu-k (mesterek), gadá-k (fölkentek), urigallu-k. Álomlátó, csillagnéző, előjelfejtő a mah (mágus) ; külön osztály szolgál a rituális tisztálkodásra (szusszir: ramku) ; vannak ráolvasó, ördögűző, álomjós, engesztelő stb. papok. Mintegy 30-féle papi hivatalról tudunk, amelynek viselői a templomok körüli szolgálatokat látták el. Egyes papok ugyanazt a szerepet töltötték be mint a zsidó kántor: gyászos vagy vidám dalokat énekeltek hangszeres zenészek, valamint egy kórus kíséretében, amelyben néha száznál is több hang szólalt meg.
Valószínűleg minden egyes templomnak volt egy saját templomi kormányzója (akkádul: szangu), aki a templom üzleti életének tevékenységét figyelte. A főpap (en) vagy főpapnő (entu), ők kapcsolták össze a népet az istenséggel, ugyanakkor a szentélyben zajló szent rítusok és egyéb kötelezettségek végrehajtásáért feleltek. Mellettük számos pap és papnő segédkezett, akik közül néhányan speciális feladatokat láttak el, például az állatok rituális levágását végezték, jóslatokat értelmeztek, vagy megtisztító szertartásokat mutattak be.
Pap csak az lehet, aki származásával, testalkatával, épségével, korával és tudásával megfelelhet hivatásának. Hivatala szereit átadták neki; ez volt a szentelése. A papok családosak, általában jó fizetésűek.
A férfi papok mellett a papnőknek mintegy húsz kategóriáját ismerjük. Vannak köztük, akik közös házban élnek zárda-szerű életet, gyermeket nem szülhetnek. 

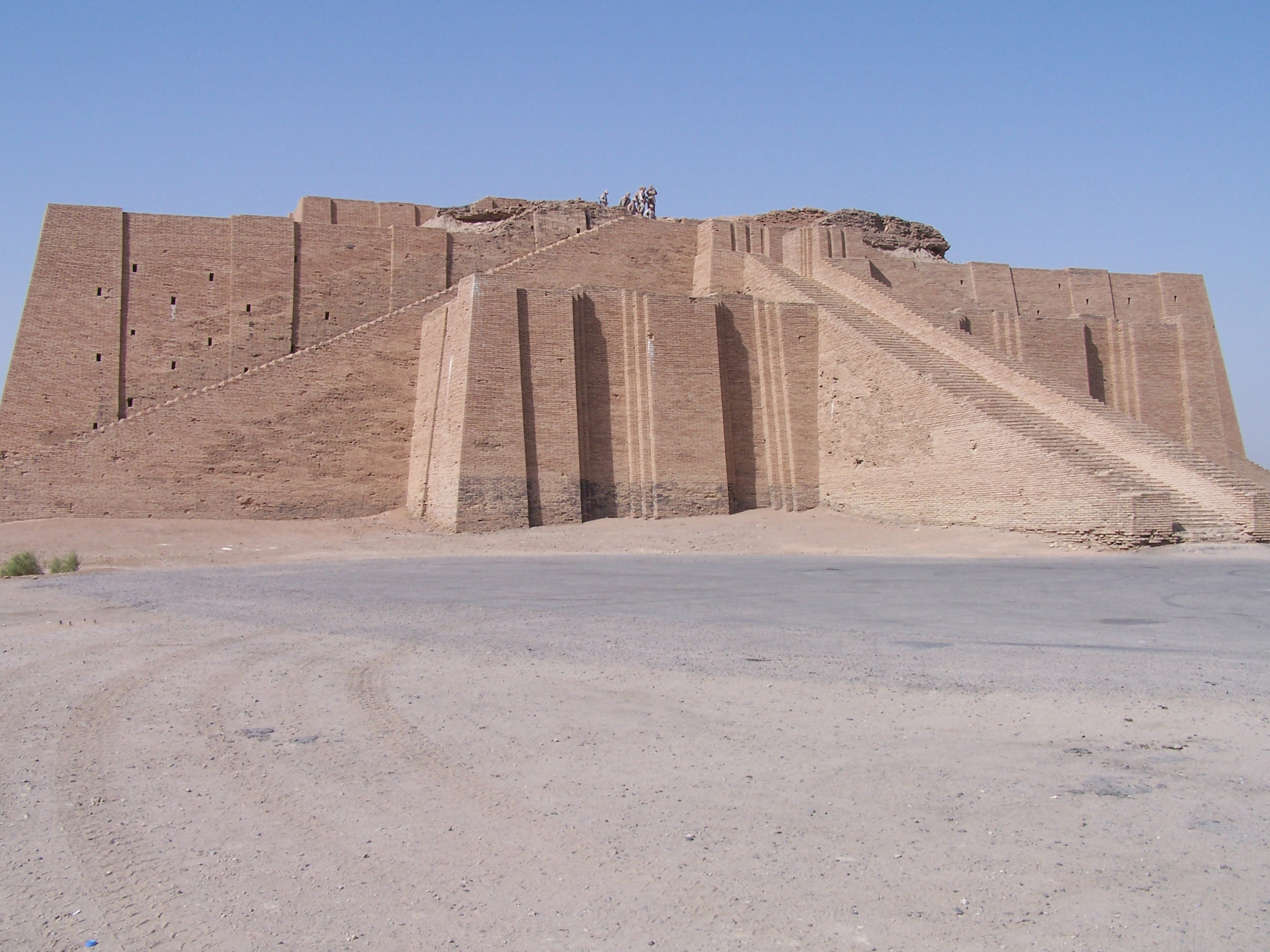
Az Ur-i zikkurat maradványa, részben rekonstruálva

A papság eltartására a templomi adók, járandóságok szolgáltak.

### A templom
A vallás fizikai fókusza a templom volt. Azonban ez a templom nem olyan volt, mint egy mai keresztény templom, amelynek belsejét csoportos istentiszteletek céljára alakították ki. Az istenség földi lakóhelyeként fogták fel a templomot, amelynek belsejében ott állt a kultuszszobor, az isteni jelenlét háromdimenziós faragott megtestesülése. A templom beosztása nagyjából azonos volt a ház beosztásával. A templomot udvar vette körül, ahol különféle áldozatokhoz szükséges oltárok álltak. A templom bejáratával szemben volt a szentély, ennek belső, fülkeszerűen kiképzett részében állt a templom istenének szobra. A szentély mellett kaptak helyet a papok és papnők részére fenntartott hivatali részlegek, akik az istenség szolgáiként tevékenykedtek: rituálékat mutattak be az oltárnál, dicsőítő himnuszokat énekeltek, illetve imákat mondtak a közösség vagy egy-egy egyén nevében, aki az isten közbenjárását és segítségét kérte. Ha előfordult is nyilvános istentisztelet, akkor azt a templomon kívül, egy nagy udvaron (téren) mutatták be. A szertartások középpontja az áldozat volt, amelynek módját bonyolult szertartási szabályok írták elő.
Minden templomhoz egy lépcsőzetes, általában hétemeletes templomtorony, ún. zikkurat tartozott. A szó az akkád ziqquratu szóból ered, minek jelentése: csúcs vagy magaslati hely. A zikkurat lényegében téglából épült többszintű lépcsős emelvény. A papok és papnők a lépcső-feljárókon jutottak fel az építmény tetejére, hogy bemutassák a rituálékat. A zikkurat egyes emeletein különböző szentélyek voltak, a tetején pedig az istenség fülkékkel körülvett "hálószobája" állt.
A Kr. e. 5. századi görög történetíró, Hérodotosz így ír:
A szentély közepén zömök torony emelkedik, amelynek szélessége és magassága egy sztadion. Ennek a tetején egy másik torony áll, azon egy harmadik és így tovább, összesen nyolc torony. A felvezető lépcsősor valamennyi tornyon körbefut, s a közepe táján egy pihenőhely van nyugvószékekkel, hogy akik felmásznak, megpihenhessenek. Az utolsó toronyban nagy szentély található, amelyben egy magasra vetett ágyat, s egy aranyozott asztalt helyeztek el. Istenkép azonban nem látható benne. Éjjel egyetlen férfi sem léphet be ide, csakis egy helybéli asszony, akit az isten választott ki valamennyi ottani nő közül. Így mondják a káldeusok, ennek az istennek a papjai. Azt is állítják, hogy az isten minden éjszaka meglátogatja a templomot, és lepihen az ágyba.
Mind a templomnak, mind a zikkuratnak megvolt a maga megtisztelő neve, például a ragyogás háza vagy az ég és a föld talapzatának háza.
A mezopotámiai templom nagy és összetett intézmény volt – melynek falai közt nemcsak vallási, hanem kereskedelmi tevékenységek is zajlottak – a papokból és papnőkből összetevődő alapszemélyzeten kívül számos egyéb alkalmazottra volt szükség a működtetéséhez. Többek közt szükség volt háztartási személyzetre is, amely a papság kényelmi szükségletéről – étel, ital, ruházat – gondoskodott, és ami még fontosabb, a rendszeres áldozatokról az istenek táplálása céljából.
Egy városban több templom is állhatott, amelyek néha az átjáró udvarok révén vallási komplexumokat alkottak. Egy városban több különböző istennek is szentelhettek templomot, de a város istenének temploma általában nagyobb és impozánsabb volt, mint a többi.
Marduk babiloni templomkörzete hatalmas volt: majdnem 145 méter hosszan, több mint 60 hektáron terült el. Eredetileg az I. babiloni dinasztia idején épült, de mielőtt a perzsák Kr. e. 479-ben végleg lerombolták, számtalan helyreállítást és átalakítást élt meg. Nagy Sándor, miután Babilont tette meg a fővárosának, elhatározta, hogy újjáépíti a templomot, de mivel 10 ezer munkás két egész hónapon át dolgozott a romok eltakarításán, inkább felhagyott a tervvel.

### A szent prostitúció
A vallás talán legérdekesebb és legpikánsabb szokása a szent prostitúció volt, vagyis az, amikor egyes hölgyek megszentelt földön, Istár templomában fizetség fejében szexuális szolgáltatást nyújtottak. Hérodotosz volt az első, aki beszámolt e szokásról az európai olvasóközönségnek:
A babilóniak legrútabb hagyománya a következő. Minden itt született nőnek életében egyszer le kell telepednie "Aphrodité" szentélyében, s odaadnia magát egy idegen férfinak. Sok asszony, aki nagyra tartja gazdagságát, restell a tömegben elvegyülni, s fedett kocsiban megy el a templomba, rabszolganői nagy csapatának kíséretében. A legtöbben azonban a következőképpen cselekszenek. Koszorúval a fejükön letelepednek Aphrodité szent területén, ahol hullámzik a tömeg, az emberek jönnek-mennek. Az asszonyok csoportjai között ösvények haladnak, ezeken járkálnak az idegen férfiak, hogy válasszanak közülük. Ha egy asszony itt egyszer leült, addig nem mehet haza, amíg egy idegen férfi nem dob egy ezüstpénzt az ölébe, s kívül a szent helyen nem közösül vele. Pénzdobás közben a férfinak azt kell mondania: "Mülitta istennőt hívom."Az asszíroknál ugyanis Aphroditénak Mülitta a neve. Az ezüstpénzt, bármekkora legyen is, nem szabad visszautasítani, mert a pénzdarab meg van szentelve. Az asszony azt követi, aki először dobott az ölébe pénzt, és senkit sem szabad visszautasítania. Miután odaadta magát, s ekképp lerótta az istennő iránti kötelességét, hazatér,s attól kezdve semmi pénzért nem hajlandó még egyszer megtenni. A szépek és termetre vonzók igen hamar hazamehetnek, a csúnyáknak viszont sokáig kell várakozniuk, amíg teljesíthetik kötelességüket. Van rá eset, hogy a várakozás három-négy évig is eltart. Küprosz egyes helységeiben uralkodik még hasonló szokás

### Az ünnepek
Az istenek nagyságát és számtalan áldását különleges szent napok és ünnepek keretében ünnepelték meg. E megszentelt alkalmak közül a közösség számára az volt a legfontosabb, amelyet a helyi isten, a város patrónusa és védelmezője tiszteletére rendeztek.
Ünnepeiket rendszerint valamely csillagászati eseményhez kötötték. Így megülték az újhold első napját, a hold megfelelő fázisainak napjait. Csillagászati jellegű ünnepet ültek a tavaszi és őszi nap-éj egyenlőség idején is.
A szomszédos népekre is nagy hatást gyakorló Tammuz-Istár (tenyészet-enyészet) mítosszal kapcsolatosan ülték meg a legfényesebb ünnepet, Tammuz halálának, majd feltámadásának, az alvilágból való szabadulásának ünnepét.